# Шаторенар
Шаторенар (фр. Châteaurenard) — коммуна на юго-востоке Франции в регионе Прованс — Альпы — Лазурный Берег, департамент Буш-дю-Рон, округ Арль, кантон Шаторенар.
Площадь коммуны — 34,95 км², население — 14 000 человек (2006) с выраженной тенденцией к росту: 15 934 человека (2012), плотность населения — 455,9 чел/км².

## Население
Население коммуны в 2011 году составляло 15 665 человек, а в 2012 году — 15 934 человека.
| 1962 | 1968  | 1975  | 1982  | 1990  | 1999  | 2006  | 2011  | 2012  |
| ---- | ----- | ----- | ----- | ----- | ----- | ----- | ----- | ----- |
| 9602 | 10220 | 11027 | 11072 | 11790 | 13070 | 14000 | 15665 | 15934 |

Динамика населения:

## Экономика
В 2010 году из 9399 человек трудоспособного возраста (от 15 до 64 лет) 6734 были экономически активными, 2665 — неактивными (показатель активности 71,6%, в 1999 году — 71,3%). Из 6734 активных трудоспособных жителей работали 5791 человек (3081 мужчина и 2710 женщин), 943 числились безработными (431 мужчина и 512 женщин). Среди 2665 трудоспособных неактивных граждан 833 были учениками либо студентами, 764 — пенсионерами, а ещё 1068 — были неактивны в силу других причин.
На протяжении 2010 года в коммуне числилось 6559 облагаемых налогом домохозяйств, в которых проживало 14 064,0 человека. При этом медиана доходов составила 16 тысяч 448 евро на одного налогоплательщика.

## Города-побратимы
- Альтенхольц, Германия
- Вилланова-д’Асти, Италия